# Список глав государств в 23 году
| 22 ← Список глав государств по годам → 24 |

## Африка
- Мавретания:
  - Юба II, царь (25 до н. э. — 23)
  - Птолемей, царь (23 — 40)
- Мероитское царство (Куш):
  - Нетакамани, царь (ок. 1 до н. э. — ок. 23)
  - Шеракарер, царь (ок. 23 — ок. 28)

## Азия
- Адиабена — Монобаз I, царь (ок. 20 — ок. 30)
- Анурадхапура — Амандагамани Абайя, царь (21 — 30)
- Великая Армения — Арташес III, царь (18 — 34/35)
- Иберия — Фарсман I, царь  (1 — 58)
- Индо-парфянское царство — Гондофар I, царь (ок. 19 — ок. 46)
- Китай:
  - Ван Ман (Цзюйцзюнь), император (9 — 23)
  - Гэнши-ди (Лю Сюяань), император (23 — 25)
- Корея (Период Трех государств):
  - Когурё — Тэмусин, тхэван (18 — 44)
  - Пэкче — Онджо, тхэван (18 до н. э. — 28)
  - Силла — Намхе Чхачхаун, исагым (4 — 24)
- Кушанское царство — Герай, царь (ок. 1 — ок. 30)
- Набатейское царство — Арета IV Филопатрис, царь (9 до н. э. — 40)
- Осроена — Абгар V, царь (4 до н.э. — 7, 13 — 50)
- Парфия — Артабан II (III), шах (12 — 35, 36 — 38)
- Понтийское царство — Пифодорида, царица (8 до н.э. — 38)
- Сатавахана — Пулумави I, махараджа (7 — 31)
- Харакена — Абинерга I,  царь (ок. 10/11 — ок. 22/23)
- Хунну — Юй, шаньюй (18 — 46)
- Элимаида — Камнаскир IX,  царь (ок. 15 — ок. 25)
- Япония — Суйнин, тэнно (император) (29 до н. э. — 70 н. э.)

## Европа
- Атребаты — Верика, вождь (15 — 40)
- Боспорское царство — Аспург, царь (8 до н.э. — 38)
- Дакия — Комосик, вождь (ок. 9 до н.э. — 29)
- Ирландия — Ферадах Финдфехтнах, верховный король (14 — 36)[1]
- Катувеллауны — Кунобелин, вождь (ок. 9 — 43)
- Одрисское царство (Фракия) — Реметалк II, царь (18/19 — 38)
- Римская империя:
  - Тиберий, римский император (14—37)
  - Гай Азиний Поллион, консул (23)
  - Гай Антистий Вет, консул (23)

## Галерея
- Тиберий 
 14 — 37 
 Император Римской империи
- Артабан II (III) 
 12 - 35, 36 - 38 
 Царь Парфии
- Герай 
 1 - 30 
 Царь кушанов
- Суинин 
 29 до н. э. — 70 
 Император Японии
- Натакамани 
 1 до н. э. — 23 
 Царь Куша